# Vlachova Lhota
Vlachova Lhota je obec v okrese Zlín ve Zlínském kraji. Leží zhruba čtyři kilometry západně od Valašských Klobouk a 23 kilometrů východně od Zlína. Žije zde 216 obyvatel.

## Historie
První písemná zmínka o obci pochází z roku 1412.

## Obyvatelstvo
| Rok            | 1869 | 1880 | 1890 | 1900 | 1910 | 1921 | 1930 | 1950 | 1961 | 1970 | 1980 | 1991 | 2001 | 2011 | 2021 |
| -------------- | ---- | ---- | ---- | ---- | ---- | ---- | ---- | ---- | ---- | ---- | ---- | ---- | ---- | ---- | ---- |
| Počet obyvatel | 287  | 329  | 317  | 323  | 344  | 346  | 333  | 336  | 355  | 353  | 310  | 264  | 242  | 225  | 200  |
| Počet domů     | 56   | 60   | 59   | 63   | 62   | 61   | 61   | 70   | 67   | 77   | 78   | 83   | 84   | 86   | 87   |

## Obecní správa
Mezi lety 1869–1979 Vlachová Lhota byla obcí v okrese Uherský Brod (1869–1930), poté v okrese Valašské Klobouky (1949 - 1960) a později v okrese Gottwaldov. Od 1. ledna 1980 do 31. prosince 1991 patřila jako část města k Valašským Kloboukům a od 1. ledna 1992 je opět samostatnou obcí.

### Obecní symboly
Znak a vlajka byly obci uděleny rozhodnutím předsedy Poslanecké sněmovny Parlamentu České republiky dne 22. ledna 2001.

## Pamětihodnosti
- Socha svatého Jana Nepomuckého
- Ptačí pozorovatelna
- Hasičské muzeum
- Historická dřevěnice na návsi

## Galerie

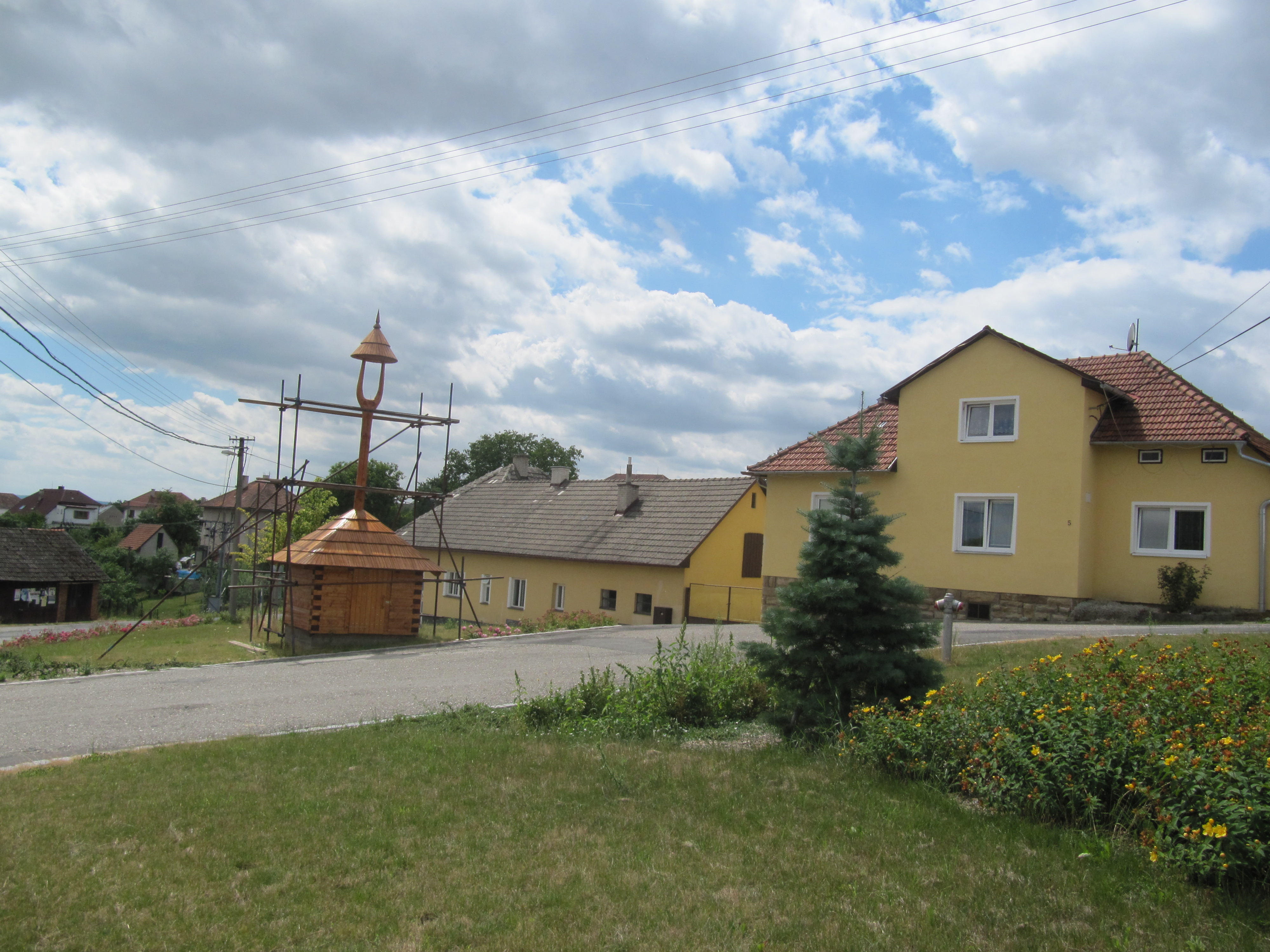
Náves se zvonicí
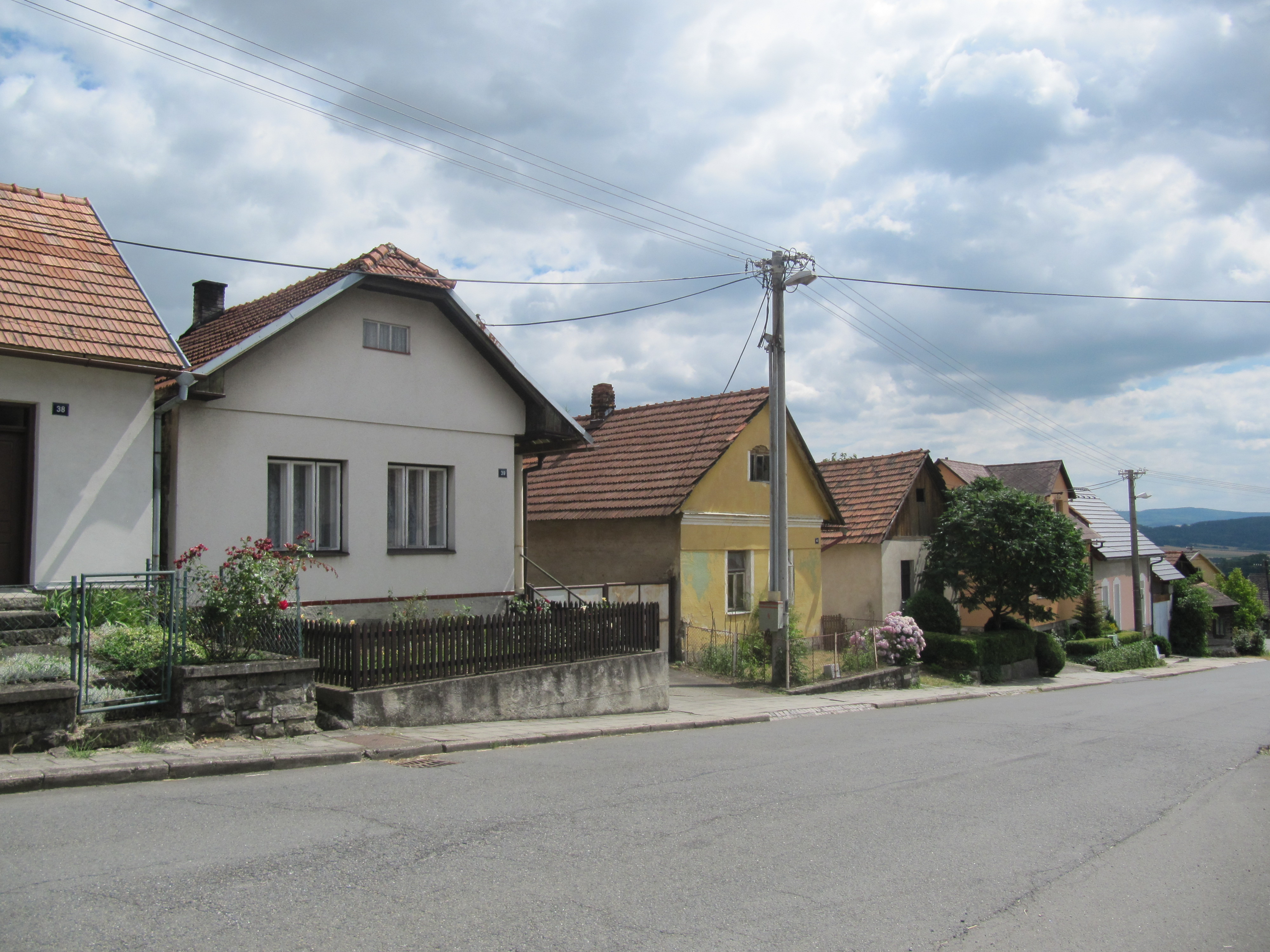
Východní část návsi
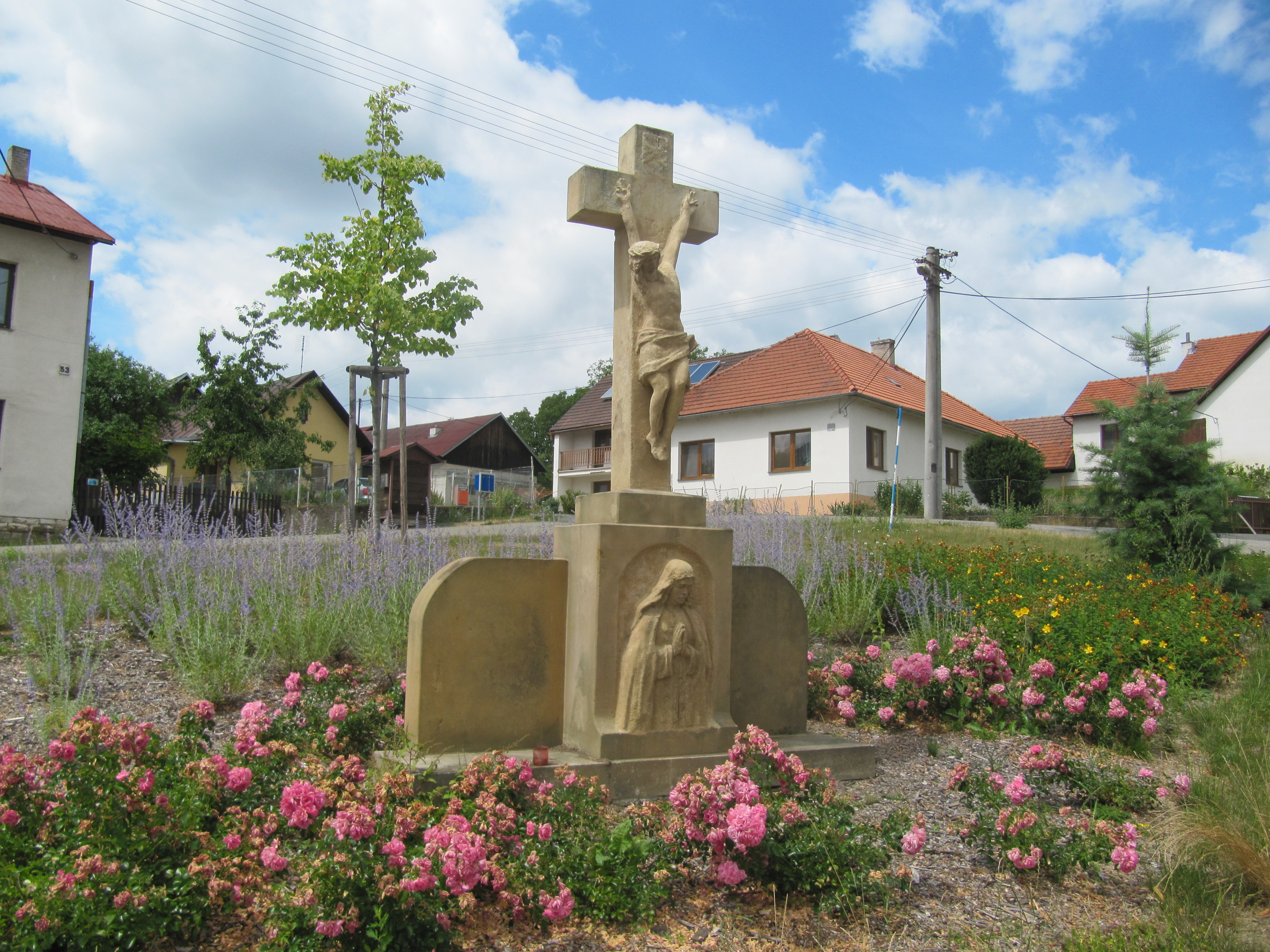
Pomník padlým v I. sv. válce
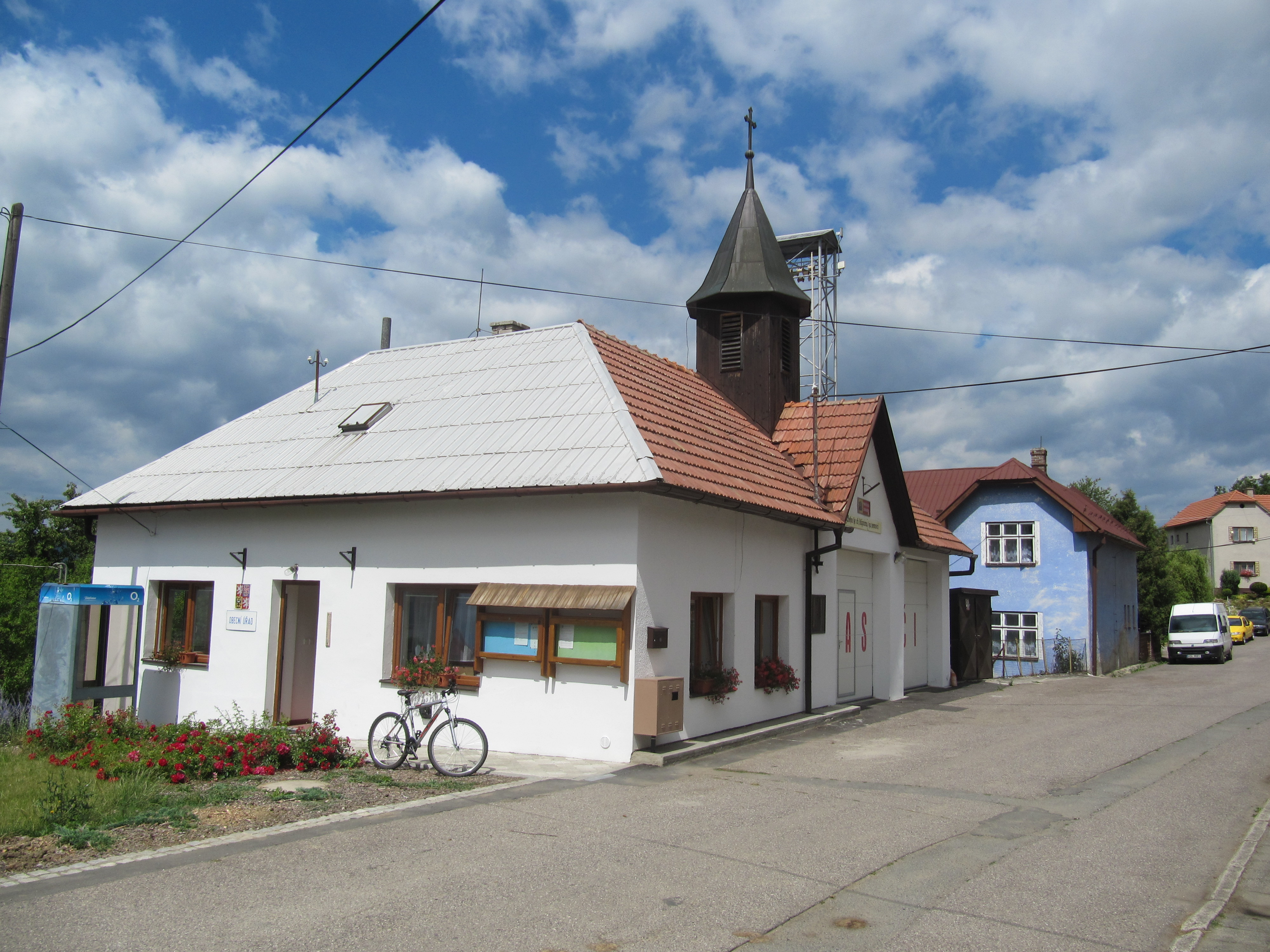
Obecní úřad
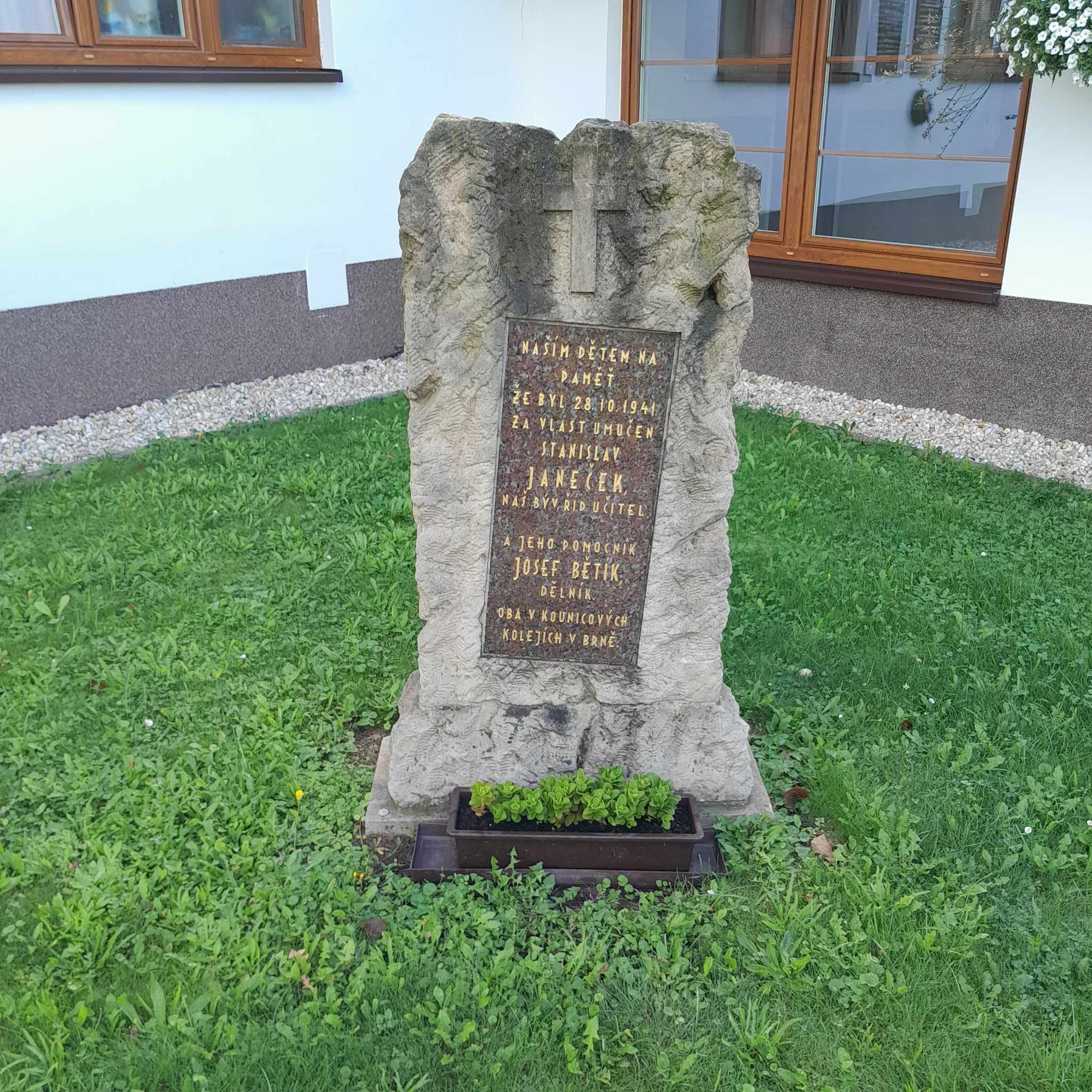
Pomnik obětem 2. světové války